# Hikkaduwa
Hikkaduwa est une ville du sud-ouest du Sri Lanka. Connue pour ses plages sur l'océan Indien,, son sanctuaire de récifs coralliens, ses spots de surf et sa vie nocturne, elle se divise en trois zones principales : la ville sri lankaise, la zone touristique très animée et Thiranagama où se trouvent les hôtels 5 étoiles,.

## Histoire
Au XIXe siècle, la région d'Hikkaduwa était « la grande station des pic-nic parties de Galle » (Galle étant alors la plus grande ville du sud de Ceylan).
Dans les années 1960, de nombreux hippies sont venus s'installer à Hikkaduwa, alors surnommée Hippiduwa.

## Parc national d'Hikkaduwa
Le Parc national d'Hikkaduwa compte environ 70 variétés de coraux multicolores. Les tortues continuent de venir sur le rivage pour pondre leurs œufs.

## Plages
- plage d'Hikkaduwa, très fréquentée, au bord de la zone de coraux protégée (Parc national d'Hikkaduwa)
- place de Wewala, également très fréquentée, bordée de nombreux hôtels de toutes catégories et de restaurants à tous les prix
- plage de Narigama, à Thiranagama, plus calme, s'étend sur 3 km avec quelques hôtels, principalement haut de gamme

## Surf
Hikkaduwa attire des milliers de surfeurs entre octobre/novembre et mars/avril,.

## Grande statue de Bouddha (Tsunami Honganji Viharaya)
Cette statue de Bouddha mesure 30 m de haut. Réplique d'un des bouddhas de Bamiyan du VIe siècle détruits en Afghanistan par les talibans, elle a été créée à partir des premiers croquis connus en mémoire des victimes du tsunami de 2004 et pour protéger les habitants du danger.

## Hikkaduwa Beach Festival
Chaque année en juillet-août, ce festival de 5 jours attire des milliers de personnes, des DJ locaux et internationaux, des musiciens, etc.

## Géographie
Situé au bord de l'océan Indien, Hikkaduwa se trouve à 17 km au nord de Galle et à 98 km au sud de Colombo.
Hikkaduwa est divisé en trois zones principales :
- la ville sri lankaise, avec le port de pêche, le marché, les boutiques locales surtout fréquentées par les Sri Lankais, la gare ferroviaire, etc.
- la zone touristique, le long de la plage d'Hikkaduwa, où se trouvent de nombreux hôtels, restaurants, bars et boutiques
- la zone résidentielle Thiranagama[13],[14] où se trouvent les 2 seuls hôtels 5 étoiles de la région d'Hikkaduwa (Riff Hotel[5] et Haritha Villas[6]).

## Biodiversité
La ville est pauvre en biodiversité mais les zones de jungle autour d'Hikkaduwa en sont riches. Elles abritent le langur à face violette, un singe endémique en voie de disparition, une soixantaine d'espèces d'oiseaux endémiques, etc.

## Personnes notables
- Hikkaduwe Sri Sumangala Thera, moine bouddhiste.
- Sir Arthur C. Clarke, écrivain (auteur de 2001 : L'Odyssée de l'espace) vécut à Hikkaduwa[15].
- Ryan Reynolds, acteur dont le film Ordinary Magic a été tourné à Hikkaduwa[16].